# Корсел ле Мон
Корсел ле Мон (фр. Corcelles-les-Monts) насеље је и општина у источном делу централне Француске у региону Бургоња, у департману Златна обала која припада префектури Дижон.
По подацима из 2011. године у општини је живело 653 становника, а густина насељености је износила 45,57 становника/km². Општина се простире на површини од 14,33 km². Налази се на средњој надморској висини од 480 метара (максималној 601 m, а минималној 260 m).

## Демографија
| 1962. | 1968. | 1975. | 1982. | 1990. | 1999. | 2011. |
| ----- | ----- | ----- | ----- | ----- | ----- | ----- |
| 228   | 258   | 328   | 757   | 783   | 709   | 653   |

График промене броја становника у току последњих година